# نظام تک‌حزبی
نظام تک‌حزبی یا نظام حزبی فراگیر به نوعی از نظام حزبی گفته می‌شود که در آن یک حزب سیاسی حکومت و دولت را تشکیل می‌دهد و دیگر احزاب اجازه ورود به دولت یا شرکت در انتخابات را ندارند.
گاهی در واقع این اصطلاح برای شرح نظام حزب حاکم استفاده می‌شود که در آن بر خلاف نظام تک‌حزبی احزاب غیر حاکم اجازه انتخابات چندحزبی دموکراتیک (حداقل به صورت ظاهری و صوری) را دارند، اما خط مشی‌ها یا بالانس قدرت سیاسی به‌طور مؤثر از پیروزی مخالفان در انتخابات ممانعت می‌کند. معمولاً در نظام‌های تک‌حزبی سرکوب جناح‌های سیاسی به‌طور آشکار به چشم می‌خورد. چین، ویتنام، کوبا، لائوس، کره شمالی، اریتره و جمهوری دموکراتیک عربی صحرا، تنها کشورهایی هستند که نظام تک‌حزبی دارند.